# 당희
당희(唐姬, ? ~ ?)는 중국 후한의 13대 황제인 소제(少帝)의 아내이다. 영천 출신으로, 회계(會稽) 태수 당모(唐瑁)의 딸이다.

## 행적
189년 동탁이 소제를 폐하여 홍농왕(弘農王)으로 강등시켰다가 이듬해 의병이 일어나자 동탁은 당시 낭중령으로 있던 이유(李儒)를 시켜 홍농왕에게 짐새의 독을 마시게 하였다. 농왕은 마시기를 거부하였으나 억지로 먹게 하였다. 이에, 홍농왕은 당희 및 궁녀들과 작별의 술자리를 열었다. 술잔이 돌자 홍농왕이 슬피 노래하며 당희에게 춤을 추라고 했다. 당희는 소매로 얼굴을 가리고 흐느끼며 노래했다. 홍농왕은 그녀에게 왕비의 몸이니 다른 관리나 백성의 아내가 되지 말고 자존심을 지키라는 말을 남기고 독약을 마셨다. 그 뒤 당희는 고향으로 돌아갔는데, 아버지 당모가 그녀를 다른 사람에게 시집 보내려 했으나, 그녀는 끝까지 절개를 지켰다고 한다.
나중에 이각(李傕)이 장안(長安)을 함락시키고 이각의 군대가 동관(關東)지역을 약탈할 때 당희를 사로잡았다. 이각은 당희를 자신의 첩으로 만들고자 했지만 당희는 완강히 거부하였으며, 자신의 이름을 밝히지 않았다. 나중에 상서 가후(賈詡)가 이 사실을 알고 상소를 올려 헌제(獻帝)에게 알렸다. 헌제가 그 말을 듣고 크게 슬퍼하며 조서를 내려 당희를 맞아들이고 농원을 설치해주고 시중에게 지절(持節)을 보내 홍농왕비(弘農王妃)로 봉했다.

## 같이 보기
- (중국어) 후한서 하10권